# María Antonieta (obra de teatro)
María Antonieta es una obra de teatro en tres actos, de Joaquín Calvo Sotelo, estrenada en el Teatro María Guerrero, de Madrid el 10 de enero de 1952.

## Argumento
La historia trata de una joven enloquecida que se imagina la encarnación de la reina de Francia María Antonieta. En un juego de confusión entre realidad y ficción, la mujer acaba siendo guillotinada.

## Representaciones destacadas
- Teatro (Estreno, 1952)
  - Dirección: Luis Escobar.
  - Intérpretes: Mari Carmen Díaz de Mendoza, Enrique Guitart, Enrique Diosdado, Mercedes Albert.